# Erik Nascimento Lima
Erik Nascimento Lima, conhecido apenas por Erik, (Novo Repartimento, 18 de julho  de 1994) é um futebolista brasileiro que atua como atacante. Em 2014, quando ainda atuava pelo Goiás, foi eleito a revelação do Campeonato Brasileiro. Atualmente joga pelo Vissel Kobe, emprestado pelo Machida Zelvia.

## Carreira

### Início
Até seus 10 anos, Erik morou em um assentamento (Projeto Tuerê), no estado do Pará, a cerca de 90 km da cidade de Novo Repartimento, na rodovia transamazônica.

### Goiás
Chegou ao Goiás com 11 anos para uma avaliação na escolinha do CT Coimbra Bueno com o professor Serginho Africano. Aprovado, foi rapidamente encaminhado à categoria de base e federado no clube através do aval do treinador Lúcinho (ex-jogador do clube). Durante um ano, Erik morou na casa dos tios em Aparecida de Goiânia. No ano seguinte, a família que ainda estava no estado do Pará veio para Goiânia acompanhar e o incentivar. Para auxiliar o jogador, o Esmeraldino contratou o pai de Erik, Bernardo Araújo, mais conhecido por todos como “o pai do Erik”, como funcionário do clube na área de serviços gerais, trabalhando como roupeiro da categoria Sub-15. Destaque das categorias de base, sempre atuou uma categoria acima de sua idade. Em janeiro de 2013, participou da campanha histórica do Sub-20 na Copa São Paulo de Futebol Júnior. Erik terminou a competição como artilheiro, com 8 gols. Integrado aos profissionais, estreou profissionalmente contra o CRAC, em partida válida pelo Campeonato  Goiano de 2013. Seu primeiro gol como profissional foi contra o Anápolis, em partida válida pelo Campeonato  Goiano de 2014. No dia 31 de agosto de 2014, pelo Campeonato Brasileiro, Erik fez os três gols esmeraldinos na vitória sobre o Atlético Paranaense, que encerrou a sequência de seis derrotas seguidas da equipe goiana. E comemorou o hat-trick.
Em 2015, com o baixo rendimento de Erik, o jogador foi sacado do time titular de Hélio dos Anjos por conta de problemas de relacionamento com o time e o baixo rendimento dentro de campo. Após a demissão treinador do Goiás, Erik teve uma nova chance no time titular com o técnico interino Augusto Cesar, no jogo contra o Fluminense pelo Campeonato Brasileiro de 2015.
Ainda em 2015, Erik foi anunciado pelo Fenerbahçe, da Turquia, mas logo após um curto período de tempo, o time turco se posicionou, dizendo que não teria contratado Erik e que não houve nenhum tipo de acordo como foi divulgado pelo time goiano. A informação era de que o Fenerbahçe pagaria cerca de R$ 30 milhões pelos direitos do jogador, sendo que R$ 15 milhões seriam pagos à vista e restante no início de 2016, quando Erik seria transferido.

### Palmeiras
Após o rebaixamento do Goiás no Campeonato Brasileiro de 2015, Erik reforçou à diretoria esmeraldina sua vontade de sair do clube. Em 23 de dezembro o jogador foi anunciado como jogador do Palmeiras, assinando contrato de cinco anos com o clube paulista.
Em janeiro de 2016, fez a estreia pelo Palmeiras no primeiro jogo da temporada e que contou com a vitória por 2 a 0 da equipe alviverde sobre o Libertad, do Paraguai, no Estádio Centenário, pelo Torneio de Verão disputado no Uruguai.

### Atlético Mineiro
Em 14 de dezembro de 2017, foi anunciada a contratação  de Erik pelo Atlético Mineiro para a temporada 2018.
Após iniciar o ano na reserva, rapidamente o atacante conquistou espaço na equipe titular devido a suas boas atuações.

### Botafogo
Em 24 de agosto de 2018 foi anunciado como reforço do Botafogo de Futebol e Regatas emprestado pela Sociedade Esportiva Palmeiras até o final da temporada de 2018. 
Fez sua estreia logo de titular na vitória de 2 a 0 sobre o Sport Club do Recife no Estádio Olímpico Nilton Santos, em partida válida pela 21ª rodada do Campeonato Brasileiro de Futebol. Em 10 de novembro de 2018 fez um gol e teve atuação brilhante diante do Flamengo, em partida válida da 33ª rodada do Campeonato Brasileiro.
No dia 18 de novembro de 2018, em partida válida pela 34ª rodada do Campeonato Brasileiro de Futebol ele fez um gol importante na vitória por 1 a 0 em cima do Internacional, garantindo assim 0% de chances matemáticas de rebaixamento.Em 26 de novembro de 2018 em partida válida pela 37ª rodada do Campeonato Brasileiro de Futebol, na despedida do goleiro Jefferson do clube, Erik garantiu a vitória do clube alvinegro marcando dois gols na vitória por 2 a 1 sobre o Paraná Clube. 
Em 16 de janeiro de 2019 o atleta foi novamente emprestado pelo Palmeiras ao Botafogo com contrato até o final da temporada de 2019, aonde foi peça importante no elenco no ano anterior. 
Fez sua reestreia no Cariocão, contra o Bangu. Jogou bem nos jogos que se seguiram, inclusive marcando dois gols. Contra o Defensa y Justicia na Sul-Americana, Erik recebeu grande passe de Gustavo Ferrareis, driblou e acertou um chutaço no ângulo para fechar o jogo e decretar a vitória alvinegra por 1 a 0 aos 5 minutos de acréscimos, sendo um dos destaques alvinegro.
Na partida de volta, na 1ª fase da Sul-Americana contra o Defensa y Justicia, Erik marcou dois gols. O primeiro foi após um grande passe de Jean que estava na própria área, Erik colocou sua velocidade em jogo, se livrou do zagueiro e meteu a bola no gol. O segundo foi quando Rodrigo Pimpão sofreu pênalti e Erik foi escolhido para bater, Erik bateu pro canto direito e gol, assim ajudando o Botafogo a passar de fase.

### Futebol japonês
O Palmeiras o emprestou ao Yokohama Marinos, do Japão, em 2019.

## Seleção Brasileira
Foi convocado por Alexandre Gallo para a disputa do  Torneio Internacional de Toulon de 2013 pela Seleção Brasileira Sub-20. Mesmo na reserva, ajudou o Brasil a se sagrar campeão da competição pela sétima vez.
Em 2015 foi convocado pela seleção olímpica para disputar o Pan Americano de Toronto, onde marcou 1 gol em 4 partidas.

## Estatísticas

### Seleção Brasileira
Abaixo estão listados todos jogos e gols do futebolista pela Seleção Brasileira, desde as categorias de base. Abaixo da tabela, clique em expandir para ver a lista detalhada dos jogos de acordo com a categoria selecionada.
Sub-20
| Ano   |       |      |         |       |
| Ano   | Jogos | Gols | Assist. | Média |
| ----- | ----- | ---- | ------- | ----- |
| 2013  | 1     | 1    | 0       | 0     |
| Total | 1     | 1    | 0       | 0     |

|    | Data               | Local                                  | Resultado | Adversário | Gols | Assist. | Competição                              |
| -- | ------------------ | -------------------------------------- | --------- | ---------- | ---- | ------- | --------------------------------------- |
| 1. | 4 de junho de 2013 | Stade Louis Hon, Saint-Raphaël. França | 1–1       | Nigéria    | 1    | 0       | Torneio Internacional de Toulon de 2013 |

Sub-22
| Ano   |       |      |         |       |
| Ano   | Jogos | Gols | Assist. | Média |
| ----- | ----- | ---- | ------- | ----- |
| 2015  | 4     | 1    | 0       | 0     |
| Total | 4     | 1    | 0       | 0     |

|    | Data                | Local                               | Resultado | Adversário | Gols | Assist. | Competição                   |
| -- | ------------------- | ----------------------------------- | --------- | ---------- | ---- | ------- | ---------------------------- |
| 1. | 12 de julho de 2015 | Tim Hortons Field, Hamilton, Canadá | 4–1       | Canadá     | 1    | 0       | Jogos Pan-Americanos de 2015 |
| 2. | 16 de julho de 2015 | Tim Hortons Field, Hamilton, Canadá | 4–0       | Peru       | 0    | 0       | Jogos Pan-Americanos de 2015 |
| 3. | 20 de julho de 2015 | Tim Hortons Field, Hamilton, Canadá | 3–3       | Panamá     | 0    | 0       | Jogos Pan-Americanos de 2015 |
| 4. | 23 de julho de 2015 | Tim Hortons Field, Hamilton, Canadá | 1–2       | Uruguai    | 0    | 0       | Jogos Pan-Americanos de 2015 |

Sub-23 (Olímpico)
| Ano   |       |      |         |       |
| Ano   | Jogos | Gols | Assist. | Média |
| ----- | ----- | ---- | ------- | ----- |
| 2015  | 2     | 0    | 0       | 0     |
| Total | 2     | 0    | 0       | 0     |

|    | Data                | Local                                             | Resultado | Adversário | Gols | Assist. | Competição |
| -- | ------------------- | ------------------------------------------------- | --------- | ---------- | ---- | ------- | ---------- |
| 1. | 27 de março de 2015 | Estádio Kléber Andrade, Cariacica, Brasil         | 4–1       | Paraguai   | 0    | 0       | Amistoso   |
| 2. | 29 de março de 2015 | Estádio Governador João Castelo, Maranhão, Brasil | 0–0       | México     | 0    | 0       | Amistoso   |

Seleção Brasileira (total)
| Ano   |       |      |         |       |
| Ano   | Jogos | Gols | Assist. | Média |
| ----- | ----- | ---- | ------- | ----- |
| 2013  | 1     | 1    | 0       | 0     |
| 2015  | 6     | 1    | 0       | 0     |
| Total | 7     | 2    | 0       | 0     |

## Títulos
Goiás
- Campeonato Goiano: 2013 e 2015
- Granada Cup: 2015

Palmeiras
- Campeonato Brasileiro - Série A: 2016

Yokohama Marinos
- Campeonato Japonês: 2019

Machida Zelvia
- Campeonato Japonês - Segunda Divisão: 2023

Seleção Brasileira
- Torneio Internacional de Toulon: 2013

## Prêmios individuais
| Ano  | Premiação                    | Prêmio    | Time  | Resultado | Ref.   |
| ---- | ---------------------------- | --------- | ----- | --------- | ------ |
| 2014 | Prêmio Craque do Brasileirão | Revelação | Goiás | Venceu    | [ 14 ] |